# ویکسفورد
ویکسفورد (به انگلیسی: Wixford) یک روستا و محله مدنی در بریتانیا است که در Stratford-on-Avon واقع شده‌است. ویکسفورد ۱۵۵ نفر جمعیت دارد.